# La Guerre des Rose (film, 2025)
Pour les articles homonymes, voir La Guerre des Rose et Rose.
Pour plus de détails, voir Fiche technique et Distribution.
La Guerre des Rose ou Les Rose au Québec (The Roses) est un film britannico-américain réalisé par Jay Roach et dont la sortie est prévue en 2025.
Il s'agit de l'adaptation du roman The War of the Roses de Warren Adler, déjà porté à l'écran pour le film La Guerre des Rose (The War of the Roses, 1989) de Danny DeVito,.

## Synopsis
Theo et Ivy Rose sont en train de vivre un divorce difficile.

## Fiche technique
Sauf indication contraire, les informations mentionnées dans cette section peuvent être confirmées par la base de données cinématographiques IMDb,  présente dans la section « Liens externes ».
- Titre original : The Roses
- Titre français : La Guerre des Rose
- Titre québécois : Les Rose[3]
- Réalisation : Jay Roach
- Scénario : Tony McNamara, d'après le roman The War of the Roses de Warren Adler[1]
- Musique : Theodore Shapiro
- Direction artistique : Elliot Coogan, Richard Hardy et Kevin Timon Hill
- Décors : Mark Ricker
- Costumes : PC Williams
- Photographie : Florian Hoffmeister
- Son : Ando Johnson
- Montage : Jon Poll
- Production : Adam Ackland, Tom Carver, Leah Clarke, Michelle Graham, Jay Roach et Ed Sinclair
  - Production exécutive : Jonathan R. Adler, Michael Adler, Cait Collins, Olivia Colman, Benedict Cumberbatch et Katherine Pomfret
- Sociétés de production : Searchlight Pictures, en coproduction avec South of the River Pictures et SunnyMarch et en association avec Adler Entertainment Trust[1]
- Sociétés de distribution : Searchlight Pictures[1] (États-Unis) ; The Walt Disney Company Canada (Québec)[3], The Walt Disney Company France (France), The Walt Disney Company Germany (Suisse romande)
- Pays de production :  États-Unis /  Royaume-Uni
- Langue originale : anglais
- Format : couleur
- Genre : comédie noire, drame
- Durée : 105 minutes
- Dates de sortie : 
  - Belgique, France, Suisse romande : 27 août 2025
  - États-Unis, Québec[3], Royaume-Uni : 29 août 2025
- Classification :
  - Québec : convient aux plus de 13 ans[4]

## Distribution
- Benedict Cumberbatch : Theo Rose[1]
- Olivia Colman : Ivy Rose[1]
- Andy Samberg[5] : Barry
- Allison Janney : Eleanor
- Sunita Mani (en)
- Ncuti Gatwa[5]
- Jamie Demetriou[5]
- Zoë Chao[5]
- Kate McKinnon[5] : Amy
- Sunita Mani[5]
- Belinda Bromilow[5] : Janice

## Production

### Développement
|  |

Début avril 2024, Benedict Cumberbatch et Olivia Colman se forment en couple, Theo et Ivy Rose, pour une nouvelle version du film La Guerre des Rose (The War of the Roses, 1989) de Danny DeVito, adaptée du roman The War of the Roses de Warren Adler, avec Jay Roach en tant que réalisateur et Tony McNamara, scénariste,. En juin, Florian Hoffmeister est annoncé en tant que directeur de la photographie, Mark Ricker pour les décors, Jon Poll comme monteur, PC Williams pour les costumes et Wakana Yoshihara pour la coiffure.
Ceci est un projet pour la société Searchlight Pictures, en co-production avec Benedict Cumberbatch, Leah Clarke et Adam Ackland pour SunnyMarch et Olivia Colman, Ed Sinclair et Tom Carver pour South of the River Pictures, ainsi que Jay Roach et Michelle Graham. Jonathan R. Adler et Michael Adler pour la société Adler Entertainment Trust en sont producteurs exécutifs.
Matthew Greenfield, président de Searchlight Pictures, promet « une histoire follement drôle, plus vraie que nature, et pourtant profondément humaine ».

### Attribution des rôles
Début juin 2024, Kate McKinnon et Andy Samberg rejoignent Benedict Cumberbatch et Olivia Colman dans les rôles principaux, ainsi que Ncuti Gatwa, Sunita Mani, Zoë Chao, Jamie Demetriou et Belinda Bromilow.

### Tournage
Le tournage débute à la mi-juin 2024 à Salcombe, dans le comté du Devon (Royaume-Uni),. Il a également lieu à Londres (Angleterre) pour les studios Pinewood,.

### Musique
La musique est composée par Theodore Shapiro qui retrouve le réalisateur, après la biographie Dalton Trumbo (2015) et le drame Scandale (2019).

### Postproduction
À la mi-avril 2025, le magazine américain Vanity Fair dévoile les premières images du film. Deux jours plus tard, la société Searchlight Pictures annonce la date de sortie : le 29 août 2025,,, et publie la première bande-annonce.
Fin avril 2025, la sortie française est mentionnée le 27 août 2025, sous le titre officiel La Guerre des Rose, de même que pour la Belgique et la Suisse romande.